# 110-я стрелковая дивизия (1-го формирования)
110-я стрелковая дивизия — воинское соединение Вооружённых Сил СССР в Великой Отечественной войне

## История
Фактически, является дивизией 2-го формирования, так как 20 сентября 1939 года в Уральском военном округе в Свердловске на базе кадра 65-й стрелковой дивизии уже развертывалась 110-я стрелковая дивизия. Согласно директиве УрВО № 4/2/103013 от 31 декабря 1939 года дивизию расформировали.
Данная дивизия формировалась в Московском военном округе в городе Тула на основании Постановления СНК СССР № 1193—464сс от 06.07.1940 по трёхтысячному штату.
С 15 июня 1941 года, в рамках «больших учебных сборов», соединение получило пополнение в 6000 человек.
В действующей армии: с 02.07.1941 по 19.09.1941 года.
27.06.1941 года начала переброску на фронт. К 03.07.1941 года в основном прибыла в Могилёв. 04.07.1941 года двумя полками с артиллерией выдвинута на линию Днепра севернее Могилёва, где начала оборудовать оборонительный рубеж. Из дивизии в корпусное подчинение был изъят 601-й гаубичный полк. 13-14.07.1941 года провела безуспешные атаки на Шклов. К 14.07.1941 года дивизия окружена в районе Могилёва, и рассечена. 394-й стрелковый полк действовал совместно со 172-й стрелковой дивизией, обороняя Могилёв, 411-й стрелковый полк с остатками 20-го механизированного корпуса был в арьергарде группы войск под командованием командира дивизии Хлебцева В. А., выходившей из окружения на Мстиславль, Кричев, 425-й стрелковый полк действовал со штабом 61-го стрелкового корпуса восточнее Могилева.
Части дивизии, выходившие из окружения, 17-18.07.1941 года ещё вели бои на рубеже реки Сож восточнее Мстиславля.
К 16.12.1941, командиром дивизии Хлебцевым В. А. была выведена группа в 161 человек.

## Подчинение
- Резерв Главного Командования, 20-я армия, 61-й стрелковый корпус — на 22.06.1941 года.
- Западный фронт, 13-я армия, 61-й стрелковый корпус — с начала июля 1941 года

## Состав
- 394-й стрелковый полк (командир полка — Г. Г. Руссков)
- 411-й стрелковый полк
- 425-й стрелковый полк
- 355-й артиллерийский полк
- 601-й гаубичный артиллерийский полк
- 200-й отдельный истребительно-противотанковый дивизион
- 457-й отдельный зенитно-артиллерийский дивизион (274-я зенитная батарея)
- 140-й разведывательный батальон
- 165-й сапёрный батальон
- 162-й отдельный батальон связи
- 210-й медико-санитарный батальон
- 261-я отдельная рота химический защиты
- 187-я автотранспортная рота
- 520-я полевая почтовая станция
- 438-я полевая касса Госбанка

## Командиры
- Алексеев, Василий Михайлович (.12.1939 — .07.1940), полковник
- Хлебцев, Василий Андреевич (16.07.1940 — 19.09.1941), полковник